# Bon du Trésor
Un bon du Trésor est un titre d'emprunt émis par l’État et remboursable à échéance.
Les bons du Trésor sont des titres obligataires (c'est-à-dire des titres d'emprunts) émis par l'État, par l'intermédiaire du Trésor public (d'où leur appellation).
L'acheteur d'un bon du Trésor se retrouve donc créancier de l'État. L'État s'engage alors à rembourser l'acheteur à une échéance déterminée, et à lui verser régulièrement des intérêts avant cette échéance.

## France
Le premier[réf. nécessaire] « bon du Trésor » français a été mis en place en 1814 par le baron Louis, ministre des Finances de Louis XVIII. Ils portaient un taux d'intérêt variable, croissant avec leur durée. Jusqu'en 1914, ils constituaient la dette à court-terme ou dette flottante de l’État.
- Bon du Trésor à intérêts annuels (BTAN) émis par le Trésor français.
- Bon du Trésor à taux fixe et à intérêt précompté (BTF).

## Allemagne
- Bubill (Trésor allemand)

## Belgique
- Les bons du trésor belges sont appelés « billets de Trésorerie belge » (BTB). Ils sont comparables aux certificats de trésorerie sauf qu'ils sont émis pour une durée inférieure à 3 mois[3]
- Certificat de Trésorerie (Trésor belge).

## Espagne
- Letras émises par le Trésor public espagnol.

## États-Unis
- Treasury Bill
- Treasury Bond (Trésor américain)
- Treasury Note